# É lá hẹp
É lá hẹp (danh pháp: Hyptis angustifolia) là một loài thực vật có hoa trong họ Hoa môi. Loài này được Pohl ex Benth. miêu tả khoa học đầu tiên năm 1833.